# Tårs (Hjørring Kommune)
Tårs, auch Taars, ist eine Stadt mit 1850 Einwohnern (1. Januar 2023) im Südosten der norddänischen Hjørring Kommune im zentralen Vendsyssel. Tårs liegt (Luftlinie) etwa 11 km südöstlich von Hjørring, 16 km nordöstlich von Brønderslev und 25 km südwestlich von Frederikshavn im Tårs Sogn.

## Namensherkunft
Seit 1264 ist der Name Tårs in Form von Thorse bekannt, Anfang des 15. Jahrhunderts gab es die leichte Abwandlung Thorsæ. Darin enthalten ist der Name des Gottes Thor, sowie die Endung "-se" bzw. später "-sæ" und heute das einfache "-s". Diese Endung kommt vom dänischen Substantiv sø, welches See bedeutet. Der Name bedeutet in etwa "der Thor gewidmete See".

## Geschichte
Die Kirche von Tårs wurde um 1200 errichtet. Ende des 19. Jahrhunderts begann das Dorf Tårs zu wachsen. So gab es vor der Jahrhundertwende bereits eine Sparkasse und eine Schule im Ort, eine Molkerei und eine weitere Schule kamen bis 1911 hinzu. 1913 wurde ein Bahnhof an der privaten Hjørring–Hørby Jernbane zwischen Hjørring und Hørby gebaut und Tårs an das Schienennetz angeschlossen. 1914 erhielt der Ort ein Kraftwerk. Es siedelte sich Industrie an und die Bevölkerung wuchs schnell. 1921 waren es 441 Einwohner im Ort, 1955 schon 949.
Am 15. März 1953 wurde die Bahnstrecke stillgelegt und der Bahnhof verlor seine Bedeutung. Das Bahnhofsgebäude des dänischen Architekten Sylvius Knutzen gibt es bis heute.
Tårs wuchs weiter und überstieg bald die Einwohnerzahl von 1000. Im Norden der Stadt entstand mit der Zeit ein Gewerbegebiet, während sich im Südwesten neue Wohngebiete erschlossen.
1970 hatte die Stadt 1377 Einwohner, 2007 waren es 1947. Seit ein paar Jahren ist die Zahl der Einwohner allerdings leicht rückläufig.

## Sehenswürdigkeiten
Die etwa 800 Jahre alte Tårs Kirke befindet sich im Zentrum von Tårs. In der Apsis der aus Granitquadern errichteten romanischen Kirche befinden sich Reste von Fresken aus dem 13. Jahrhundert. Der um 1300 erbaute gotische Turm wurde später wieder abgerissen. Das älteste Stück der Kirchenausstattung ist der Taufstein aus der Erbauungszeit. Aus der Spätrenaissance stammen Altarretabel und Kanzel. Der Altar zeigt in drei Gemälden übereinander Kreuzigung, Auferstehung und Himmelfahrt Jesu, auf den Seitentafeln steht das Vaterunser, unter den Gemälden die Einsetzungsworte. Unter den fünf farbig gefassten Reliefs an der Kanzelbrüstung, die jeweils eine Szene aus dem Leben Jesu abbilden, steht jeweils der passende Satz aus dem Glaubensbekenntnis.
Am 9. Juli 1920 wurde in Tårs ein Wiedervereinigungsstein (dän. genforeningssten) als Denkmal für die Wiedervereinigung Nordschleswigs mit Dänemark 1920 aufgestellt.

## Personen des Ortes
- Poul Anker Bech (* 1942 nahe Tårs; † 2009 in Børglum), dänischer Maler[8]
- Eigil Nielsen (* 1948 in Tårs; † 2019 in Hjørring), dänischer Fußballspieler, vor allem aktiv in der Schweiz
- Sisse Fisker (* 1976 in Tårs), dänische Moderatorin[9]

## Galerie

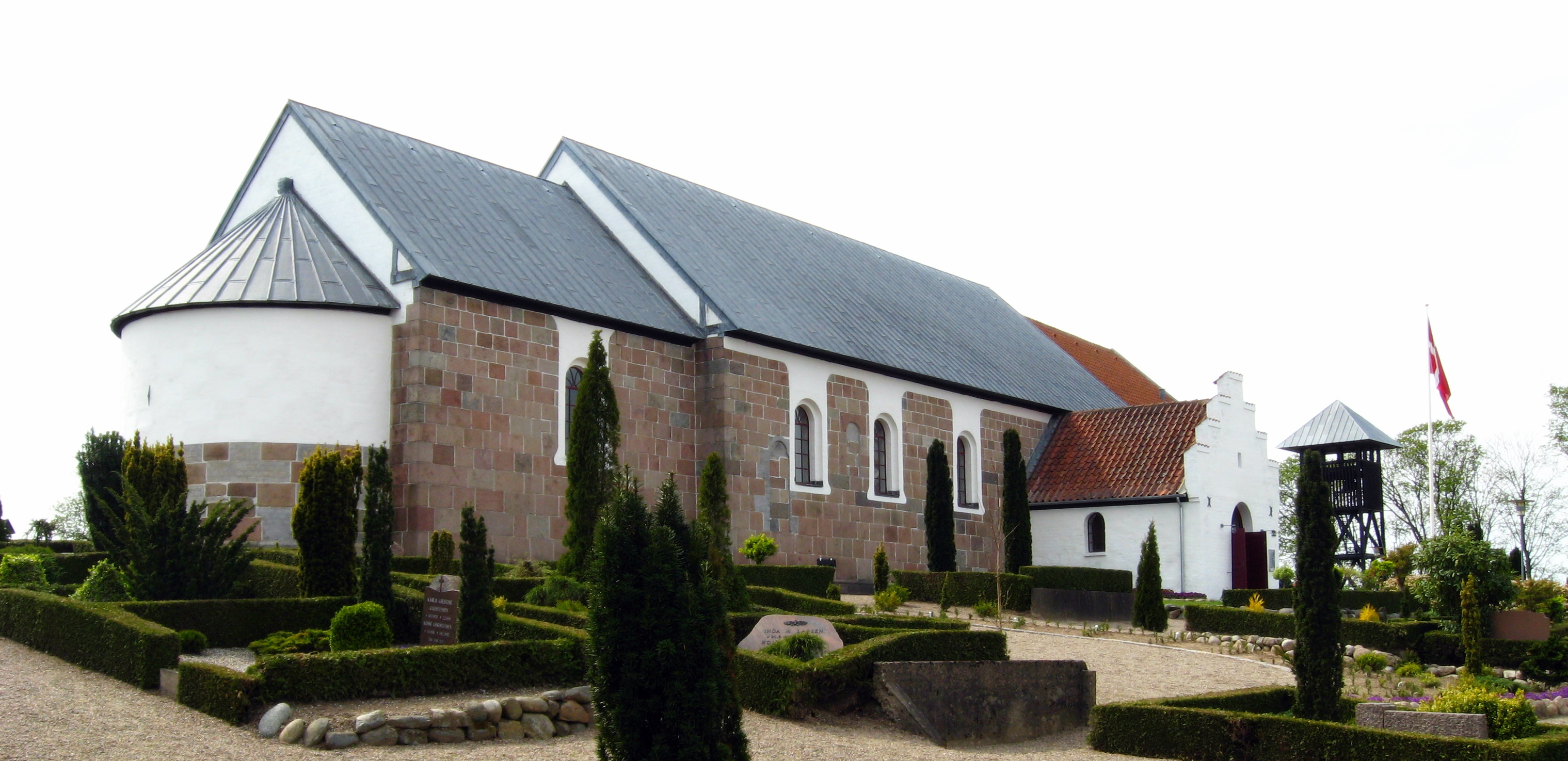
Tårs Kirke
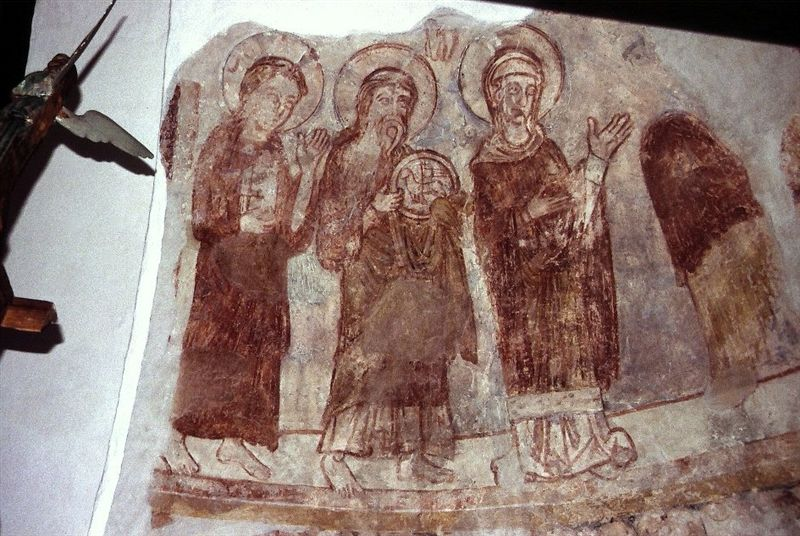
Drei Heilige, in der Mitte Johannes der Täufer, abgebildet auf den Fresken in der Apsis
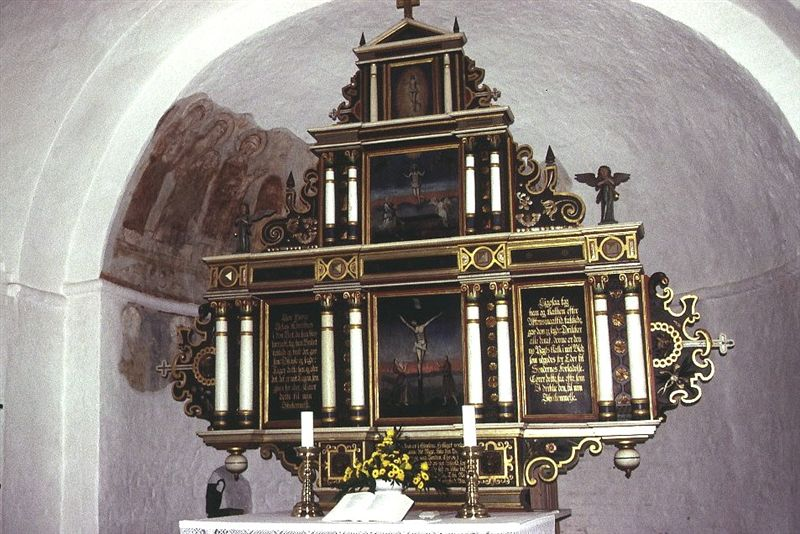
Altar
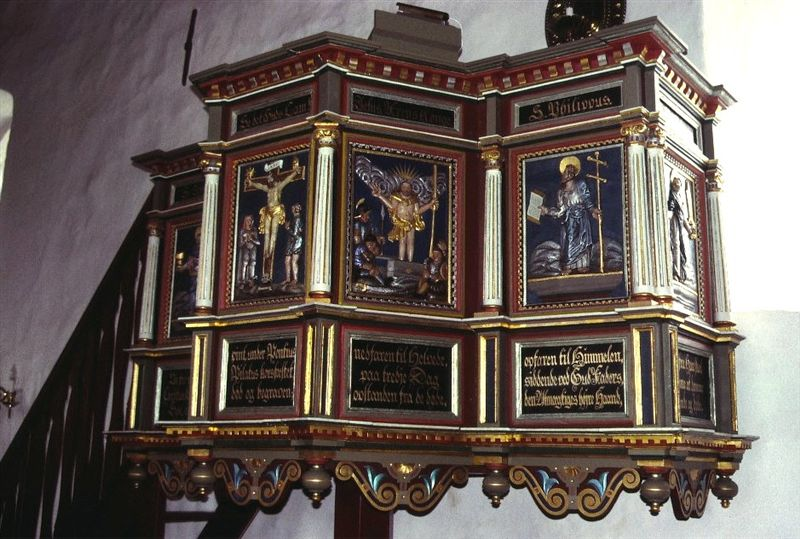
Kanzel

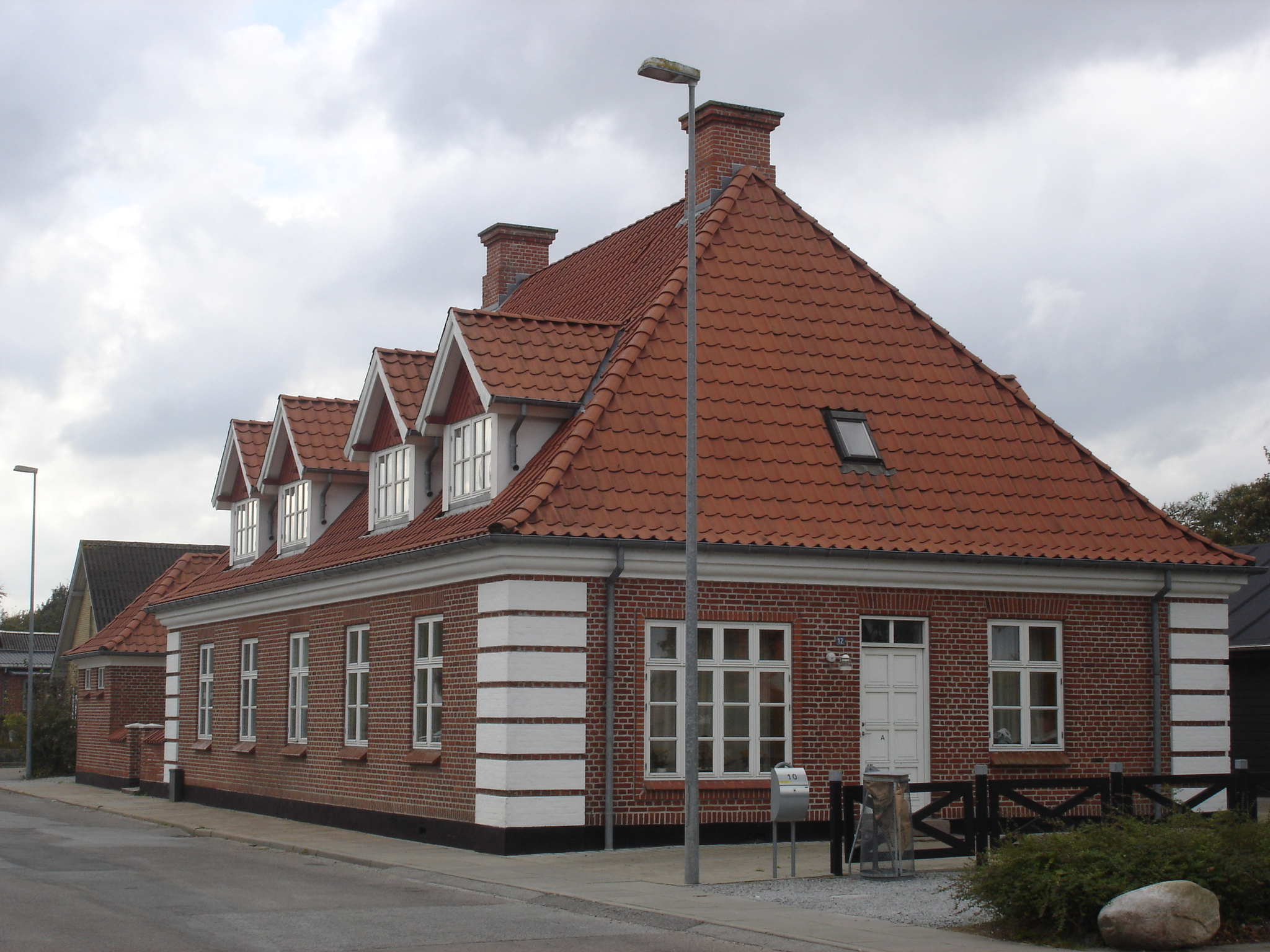
Bahnhofsgebäude
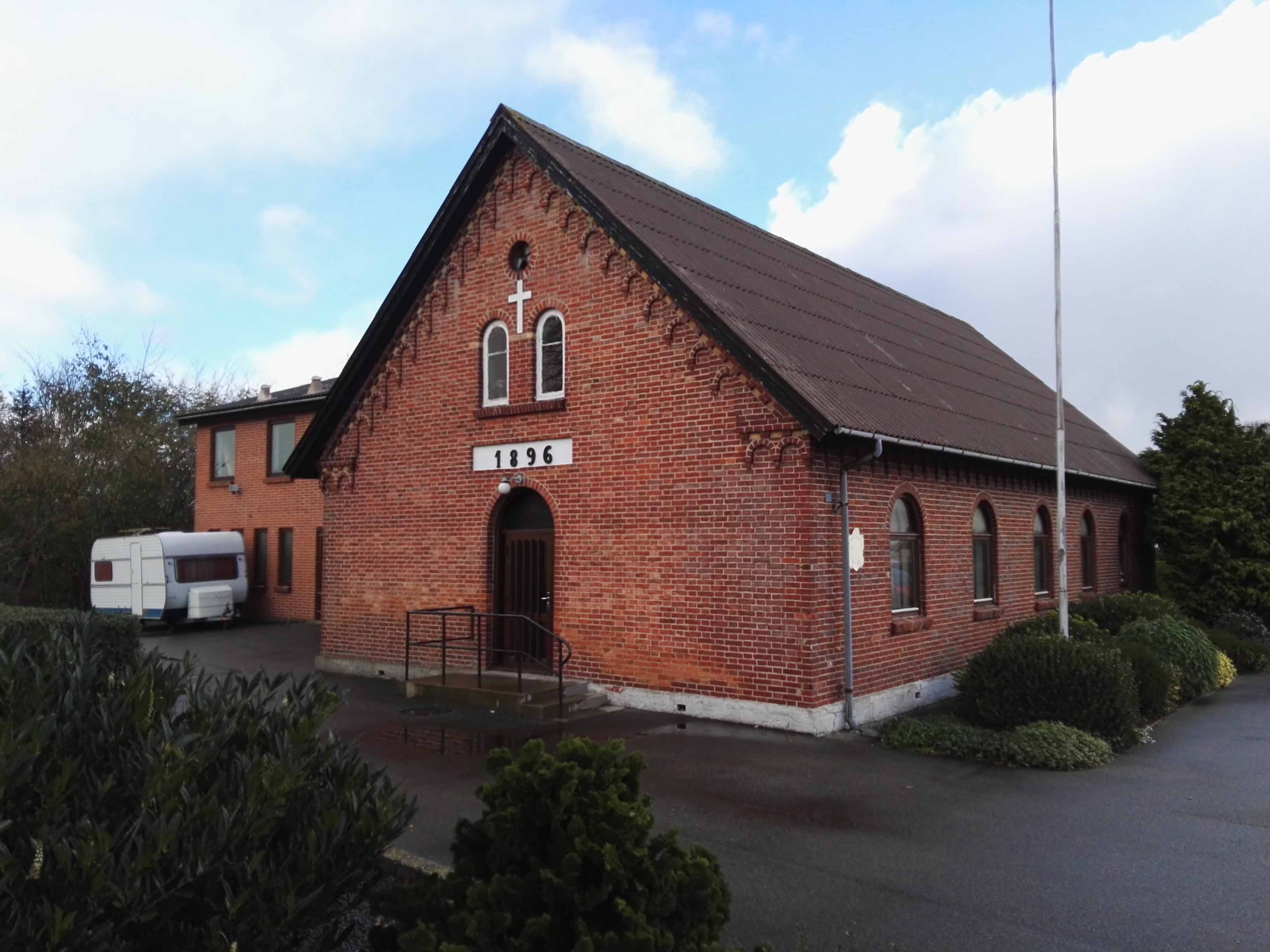
Tårs Missionshus
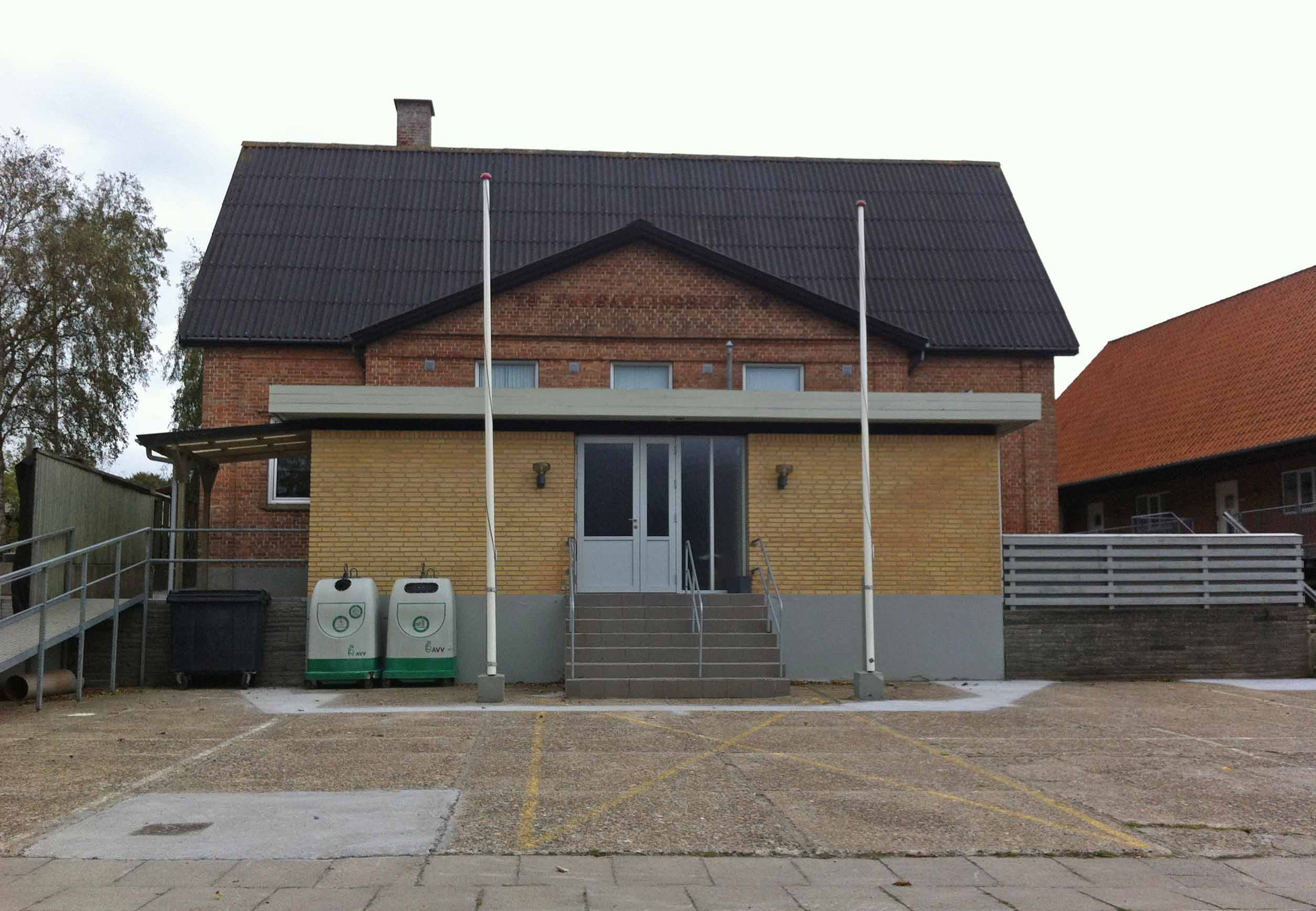
Versammlungshaus
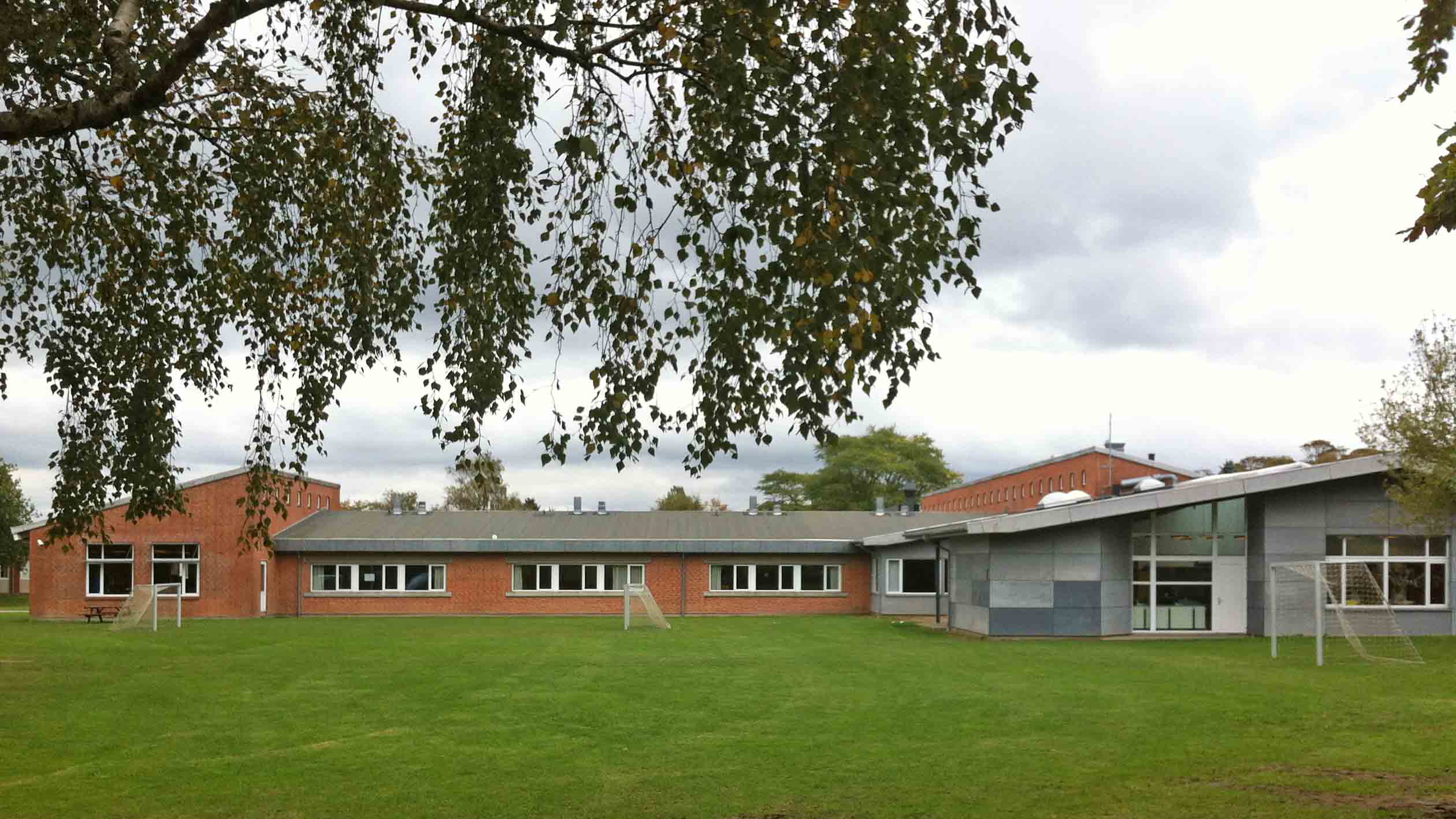
Schule
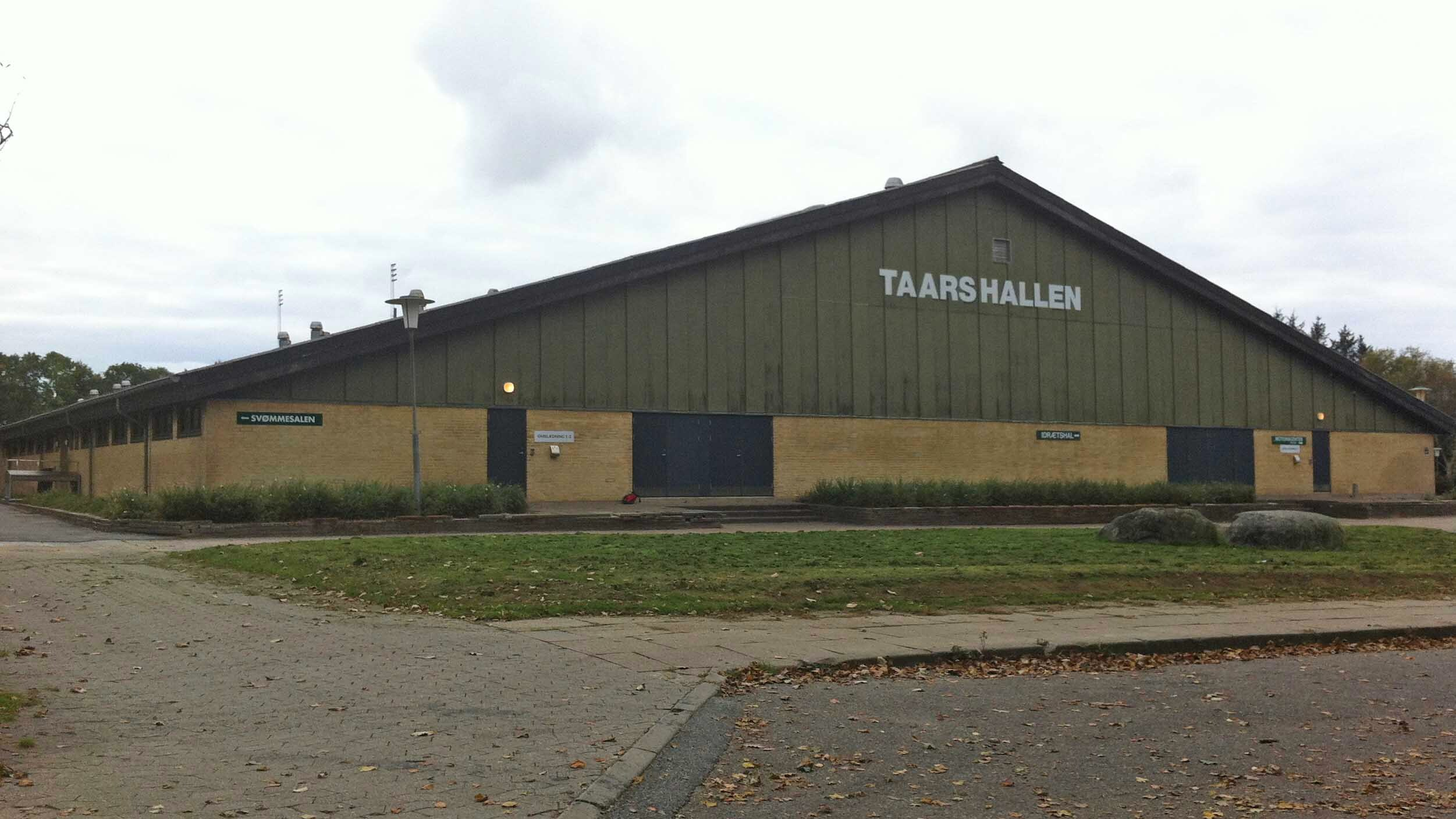
Tårs Hallen